# Tim Ahearne
Timothy Joseph (Tim) Ahearne (Athea, County Limerick, 17 augustus 1885 – december 1968) was een Ierse atleet, die gespecialiseerd was in het hink-stap-springen en verspringen. In eerstgenoemde discipline werd hij olympisch kampioen.

## Loopbaan
Timothy Ahearne groeide op in Ierland samen met zijn broer Daniel Ahearn, die ook atleet was. Daniel trok in 1909 door de Verenigde Staten en veranderde zijn naam tijdens deze tocht van Ahearne in Ahearn. Tim Ahearne ging later zijn broer achterna.
In 1908 nam Ahearne deel aan de Olympische Spelen van Londen in vier disciplines. Hij vertegenwoordigde het Verenigd Koninkrijk, waar heel Ierland destijds nog deel van uitmaakte. Op de onderdelen verspringen zonder aanloop en de 110 m horden sneuvelde hij nog voor de finale. Op het onderdeel verspringen met aanloop was zijn sprong van 6,72 m voldoende voor een achtste plaats in de finale. Bij het hink-stap-springen versloeg hij met een sprong van 14,92, een wereldrecord, met 16 cm de Canadees Garfield MacDonald en won zodoende de olympische titel.

## Titels
- Olympisch kampioen hink-stap-springen - 1908
- AAA kampioen verspringen - 1909

## Persoonlijke records
| Onderdeel          | Prestatie       | Datum           | Plaats  |
| ------------------ | --------------- | --------------- | ------- |
| verspringen        | 7,57 m          | 6 augustus 1908 | Kanturk |
| hink-stap-springen | 14,92 m (ex-WR) | 25 juli 1908    | Londen  |

## Palmares

### 110 m horden
- 1908: 4e in ½ fin. OS

### hink-stap-springen
- 1908:  OS - 14,92 m

### verspringen
- 1908: 7e OS - 6,72 m
- 1909:  AAA-kamp. - 6,81 m

1896: James Connolly ·
1900: Meyer Prinstein ·
1904: Meyer Prinstein ·
1908: Tim Ahearne ·
1912: Gustaf Lindblom ·
1920: Vilho Tuulos ·
1924: Nick Winter ·
1928: Mikio Oda ·
1932: Chuhei Nambu ·
1936: Naoto Tajima ·
1948: Arne Åhman ·
1952: Adhemar da Silva ·
1956: Adhemar da Silva ·
1960: Józef Szmidt ·
1964: Józef Szmidt ·
1968: Viktor Sanjejev ·
1972: Viktor Sanjejev ·
1976: Viktor Sanjejev ·
1980: Jaak Uudmäe ·
1984: Al Joyner ·
1988: Christo Markov ·
1992: Mike Conley ·
1996: Kenny Harrison ·
2000: Jonathan Edwards ·
2004: Christian Olsson ·
2008: Nelson Évora ·
2012: Christian Taylor ·
2016: Christian Taylor ·
2020: Pedro Pablo Pichardo ·
2024: Jordan Díaz